# Jean-Baptiste Bastiné
Jean-Baptiste Bastiné (Leuven, 1783 - Aken, 14 januari 1844) was een Belgisch schilder en tekenaar.
Hij kreeg zijn eerste opleiding aan de Academie van Leuven. Daarna trok hij naar Parijs en ging zich vervolmaken, eerst bij Jean-Baptiste Regnault, en vervolgens in het invloedrijke atelier van Jacques-Louis David, waar men opleidingen gaf voornamelijk in het neoclassicisme, maar ook in de empirestijl en de  troubadourstijl. Zijn aanwezigheid, en een groot aantal andere Belgische kunstenaars die zich aan het bekwamen waren in Parijs, wordt vermeld op het feest dat Charles Van Hulthem (1764-1832), een prominent lid van het Tribunaat in het Franse Keizerrijk, gaf op 8 september 1806 en 8 oktober 1807 telkens in zijn woning in Parijs.
Bastiné schilderde in zijn atelier bij voorkeur historische en Bijbelse scènes (zoals "Jacob zegent de kinderen van Jozef", Museum M, Leuven) en portretten, maar ook landschappen zoals de "Zinkmijn te Kelmis" (1843).
Hij was lid van de Brusselse vrijmetselaarsvereniging La Société Royale de Philantropie, die zich tot doel had gesteld de blinden en de minst begoeden te helpen.
Hij stichtte in 1811 de tekenschool in Aken. Een van zijn leerlingen in Aken was Auguste Chauvin. Later werd hij leraar tekenen te Réthel, een Franse gemeente in de regio Grand Est.